# Silnice II/443
Silnice II/443 je silnice II. třídy, která vede z Města Libavá do Opavy. Je dlouhá 39,1 km. Prochází dvěma kraji a dvěma okresy.

## Vedení silnice

### Olomoucký kraj, okres Olomouc
- Město Libavá (křiž. II/440)

### Moravskoslezský kraj, okres Opava
- Podlesí (křiž. III/4413)
- Budišov nad Budišovkou (křiž. III/44325, III/4405)
- Svatoňovice (křiž. II/442)
- Staré Těchanovice (křiž. III/44327)
- Zálužné (křiž. III/4621)
- Melč (křiž. III/44329, III/44330, III/44333, III/44334, III/44337)
- Mikolajice (křiž. III/44339)
- Štáblovice (křiž. III/44340, III/44342)
- Uhlířov
- Otice (křiž. II/461, III/44346)
- Opava (křiž. I/46)